# 12519 Pullen
A 12519 Pullen (ideiglenes jelöléssel 1998 HH55) a Naprendszer kisbolygóövében található aszteroida. A LINEAR projekt keretében fedezték fel 1998. április 21-én.